# Atomu Tanaka
Atomu Tanaka (Niigata, 4 ottobre 1987) è un calciatore giapponese, centrocampista del KTP.

## Palmarès

### Club

#### Competizioni nazionali
- Coppa di Lega finlandese: 2

HJK: 2015, 2023
- Coppa di Finlandia: 2

HJK: 2016-2017, 2020
- Campionato finlandese: 5

HJK: 2017, 2020, 2021, 2022, 2023
- Supercoppa del Giappone: 1

Cerezo Osaka: 2018